# 宽叶匙羹藤
宽叶匙羹藤（学名：Gymnema latifolium）是夹竹桃科匙羹藤属的植物。分布在印度、缅甸、越南以及中国大陆的云南等地，生长于海拔500米至1,000米的地区，一般生于山地杂木林中，目前尚未由人工引种栽培。